# Buskhyttan
Buskhyttan är en småort (före 2023 tätort) i Nyköpings kommun.
Buskhyttan ligger längst in i Marsviken, som är en cirka 4 km lång vik av Östersjön.

## Historia
Orten hade tidigare ett sågverk, med brädgård, hyvleri och snickeriverksamhet. En kortare tid under 1950- och 1960-talet fanns också en mindre småhustillverkare knuten till snickeriverkstaden, som kallades Tunabergshus. Under senare delen av hela sågverksindustriepoken fanns också en tryckimpregneringsanläggning, som trots begränsad användningstid tros ha förorenat marken omkring den tidigare anläggningen ordentligt. 
Man hade även egen hamn, från vilken plank och bräder exporterades till stora delar av Europa, och fram till början av 1960-talet fraktades också kutterspån i träskutor till industrier i Norrköping. 1976–1977 lades hela verksamheten ned förutom snickeriet, som fortsatte med att tillverka trummor för elkablar till ASEA i kanske 5–10 år. Numera finns det några småindustrier i det gamla industriområdet men de flesta invånarna pendlar till Nyköping eller Oxelösund för att arbeta.
Själva ordet Buskhyttan härstammar från de järnhyttor som anlades här redan under järnåldern, för att göra järn av den malm man hämtade upp, mestadels ur de myrar som fanns inom närområdet. I Tunaberg (tidigare socken, numera distrikt) finns det många andra gårdar och mindre byar som också bär ordet hyttan som en del i sitt namn.

### Befolkningsutveckling
| Befolkningsutvecklingen i Buskhyttan 1950–2020                                                                                                   | Befolkningsutvecklingen i Buskhyttan 1950–2020 | Befolkningsutvecklingen i Buskhyttan 1950–2020 | Befolkningsutvecklingen i Buskhyttan 1950–2020 | Befolkningsutvecklingen i Buskhyttan 1950–2020 |
| --- | ---------------------------------------------- | ---------------------------------------------- | ---------------------------------------------- | ---------------------------------------------- |
| |                                                |                                                |                                                |                                                |
| År |                                                |                                                | Folkmängd                                      | Areal (ha)                                     |
| 1950 | 1950                                           |                                                | 309                                            | ##                                             |
| 1960 | 1960                                           |                                                | 172                                            | ¤                                              |
| 1965 | 1965                                           |                                                | 211                                            |                                                |
| 1970 | 1970                                           |                                                | 238                                            | 50                                             |
| 1975 | 1975                                           |                                                | 234                                            | 50                                             |
| 1980 | 1980                                           |                                                | 212                                            | 50                                             |
| 1990 | 1990                                           |                                                | 208                                            | 49                                             |
| 1995 | 1995                                           |                                                | 209                                            | 49                                             |
| 2000 | 2000                                           |                                                | 209                                            | 49                                             |
| 2005 | 2005                                           |                                                | 213                                            | 49                                             |
| 2010 | 2010                                           |                                                | 225                                            | 49                                             |
| 2015 | 2015                                           |                                                | 210                                            | 58                                             |
| 2020 | 2020                                           |                                                | 208                                            | 39                                             |
| Anm.: Mindre än 200 invånare 1960, Ny tätort 1965 ## Som tätort/befolkningsagglomeration 1920–1950. ¤ Som tätortsbebyggelse med 150-199 invånare |                                                |                                                |                                                |                                                |

## Idrott
Fotbollslaget Buskhyttans SK (BSK) blev också rikskändisar i början av 1950-talet, då man satte svenskt rekord i antalet gjorda mål på två matcher mot samma lag. Det var Husbys lag från mitten av Södermanland som fick den kanske inte alltför stora äran att stå för rekordet åt andra hållet. Matcherna slutade 31-0 och 30-0 vilket blev 61-0 på två matcher. Både Aftonbladet och Expressen var nere och gjorde reportage.

## Buskhyttan i musiken
Orten är också känd från vissångaren Ulf Peder Olrogs visa "Samling vid pumpen" som blev känd genom Sigge Fürsts inspelning från 1945.